# Соколова, Екатерина Сергеевна
Екатерина Сергеевна Соколова — генеральный продюсер ЗАО «Первый канал. Всемирная сеть», бывший главный продюсер канала «Карусель», бывший главный редактор канала «Теленяня». Член Академии Российского телевидения с 2010 года. Лауреат премии Правительства РФ в области СМИ за 2013 г. "За создание детско-юношеского канала «Карусель».

## Биография
Родилась 24 мая 1969 года в Москве. С 1997 по 2002 обучалась в МГУ на факультете журналистики. Проходила стажировку в Германии на канале ZDF.

## Работа на телевидении
В 2000—2001 была корреспондентом программы «Сегодня в столице» производства телекомпании НТВ по заказу ТНТ. В 2001—2002 гг. — редактор программы «Герой дня» (телеканал «НТВ»).
С 2002 по 2004 год — старший редактор еженедельного ток-шоу «Свобода слова» c Савиком Шустером (НТВ).
С 2004 по 2005 год — старший редактор программы «Сегодня» Дирекции информационного вещания ОАО «Телекомпания НТВ».
С 2005 по 2006 год — продюсер еженедельной информационно-аналитической программы «Сегодня. Итоговая программа» (НТВ).
В 2006 году покинула НТВ и перешла на работу в ЗАО «Первый канал. Всемирная сеть». Была создателем и главным редактором телеканала «Теленяня». С декабря 2010 по март 2015 —  главный продюсер Дирекции тематического вещания редакции детских и юношеских программ ЗАО «Первый канал. Всемирная сеть». Являлась автором идеи большинства детских передач по заказу ЗАО «Первый канал. Всемирная сеть» для телеканала «Теленяня», затем — «Карусели», среди которых: телеигра «Вопрос на засыпку» с Александром Киреевым, шоу фокусников «Копилка фокусов», программа Александра Олешко «Мультстудия» и многие другие. С апреля по октябрь 2015 года —  генеральный продюсером ЗАО «Первый канал. Всемирная сеть», а с 2008 по 2009 год была исполняющим обязанности генерального продюсера.
Несколько раз участвовала в передачах общедоступных телеканалов в качестве гостя: в передачах «Доброе утро» (Первый канал), «Утро России» (Россия 1) и телеигре «Сто к одному» (Россия 1, выпуск от 27 ноября 2011) в составе команды «Творцы Карусели».

## Награды
2013 год — премия Правительства РФ в области СМИ "За создание детско-юношеского канала «Карусель»"